# 帕克城 (堪薩斯州)
帕克城（英語：Park City）是一個位於美國堪薩斯州塞奇威克縣的城市。

## 地方資料
根據2020年美國人口普查的數據，帕克城的面積為25.43平方千米，當中陸地面積為25.37平方千米，而水域面積為0.06平方千米。當地共有人口8333人，而人口密度為每平方千米327.68人。